# ریشارد ناوروتسکی
ریشارد ناوْروتسکی (لهستانی: Ryszard Nawrocki؛ ‏ ۷ مارس ۱۹۴۰ – ۲۵ آوریل ۲۰۱۱) بازیگر و صداپیشه اهل لهستان بود. وی بین سال‌های ۱۹۶۵ تا ۲۰۱۰ میلادی فعالیت می‌کرد. وی دانش‌آموختهٔ آکادمی ملی هنرهای نمایشی الکساندر زلوروویچ در ورشو است و در سال ۱۹۸۸ بابت فعالیت‌های هنری‌اش برندهٔ صلیب شایستگی شد.
از فیلم‌ها یا مجموعه‌های تلویزیونی که وی در آن‌ها نقش داشته‌است، می‌توان به چهل‌ساله و سرگذشتی با یک ترانه اشاره نمود.